# Shut Up and Drive
Shut up and drive is een nummer van de Barbadiaanse popzangeres Rihanna, afkomstig van het derde studioalbum Good Girl Gone Bad. Het nummer werd uitgebracht als de tweede single van het studioalbum Good Girl Gone Bad. De single werd uitgebracht in 2007.

## Hitlijsten

### Vlaamse Ultratop 50

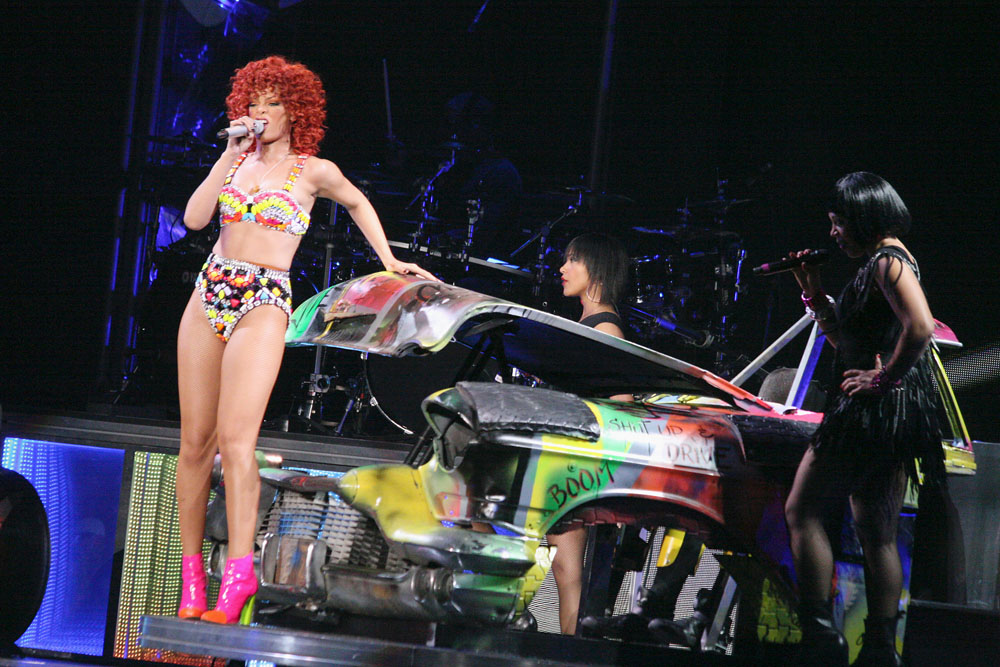
Rihanna zingt Shut Up and Drive tijdens de LOUD tour

| Hitnotering: 15-09-2007 t/m 08-12/2007 | Hitnotering: 15-09-2007 t/m 08-12/2007 | Hitnotering: 15-09-2007 t/m 08-12/2007 | Hitnotering: 15-09-2007 t/m 08-12/2007 | Hitnotering: 15-09-2007 t/m 08-12/2007 | Hitnotering: 15-09-2007 t/m 08-12/2007 | Hitnotering: 15-09-2007 t/m 08-12/2007 | Hitnotering: 15-09-2007 t/m 08-12/2007 | Hitnotering: 15-09-2007 t/m 08-12/2007 | Hitnotering: 15-09-2007 t/m 08-12/2007 | Hitnotering: 15-09-2007 t/m 08-12/2007 | Hitnotering: 15-09-2007 t/m 08-12/2007 | Hitnotering: 15-09-2007 t/m 08-12/2007 | Hitnotering: 15-09-2007 t/m 08-12/2007 | Hitnotering: 15-09-2007 t/m 08-12/2007 |
| Week:                                  | 1                                      | 2                                      | 3                                      | 4                                      | 5                                      | 6                                      | 7                                      | 8                                      | 9                                      | 10                                     | 11                                     | 12                                     | 13                                     |                                        |
| -------------------------------------- | -------------------------------------- | -------------------------------------- | -------------------------------------- | -------------------------------------- | -------------------------------------- | -------------------------------------- | -------------------------------------- | -------------------------------------- | -------------------------------------- | -------------------------------------- | -------------------------------------- | -------------------------------------- | -------------------------------------- | -------------------------------------- |
| Positie:                               | 27                                     | 15                                     | 15                                     | 17                                     | 13                                     | 9                                      | 11                                     | 20                                     | 23                                     | 25                                     | 35                                     | 38                                     | 49                                     | uit                                    |